# 학교스포츠클럽
학교스포츠클럽이란 대한민국 학교체육진흥법에 따라 체육 활동에 취미를 가진 같은 학교의 학생으로 구성되어 학교가 운영하는 스포츠 클럽을 말한다.

## 관계 기관
- 학교스포츠클럽 리그운영센터